# Aston Martin DB7
Aston Martin DB7 – samochód sportowy klasy wyższej produkowany przez brytyjską markę Aston Martin w latach 1994 – 2003. 

## Historia i opis modelu

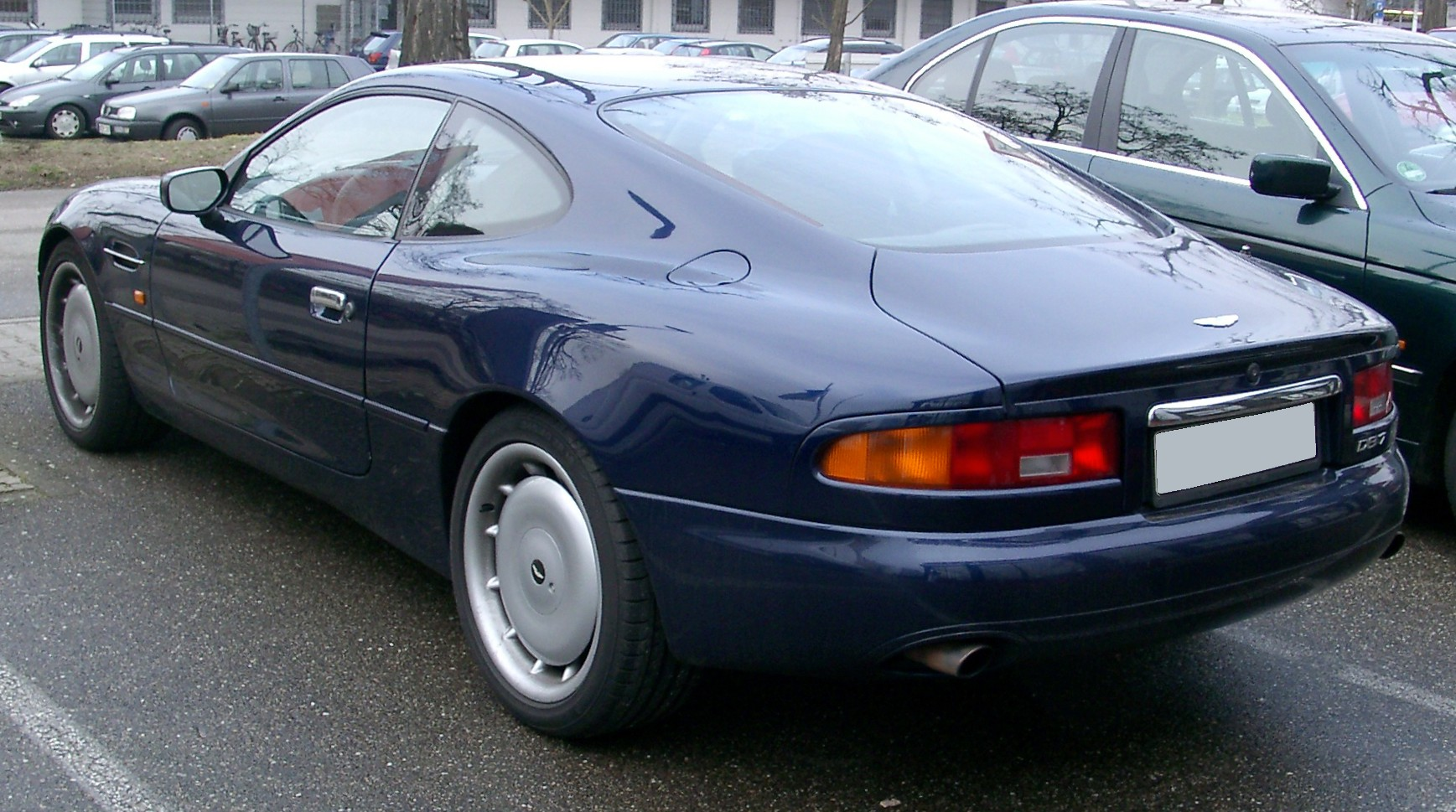
Aston Martin DB7 - tył

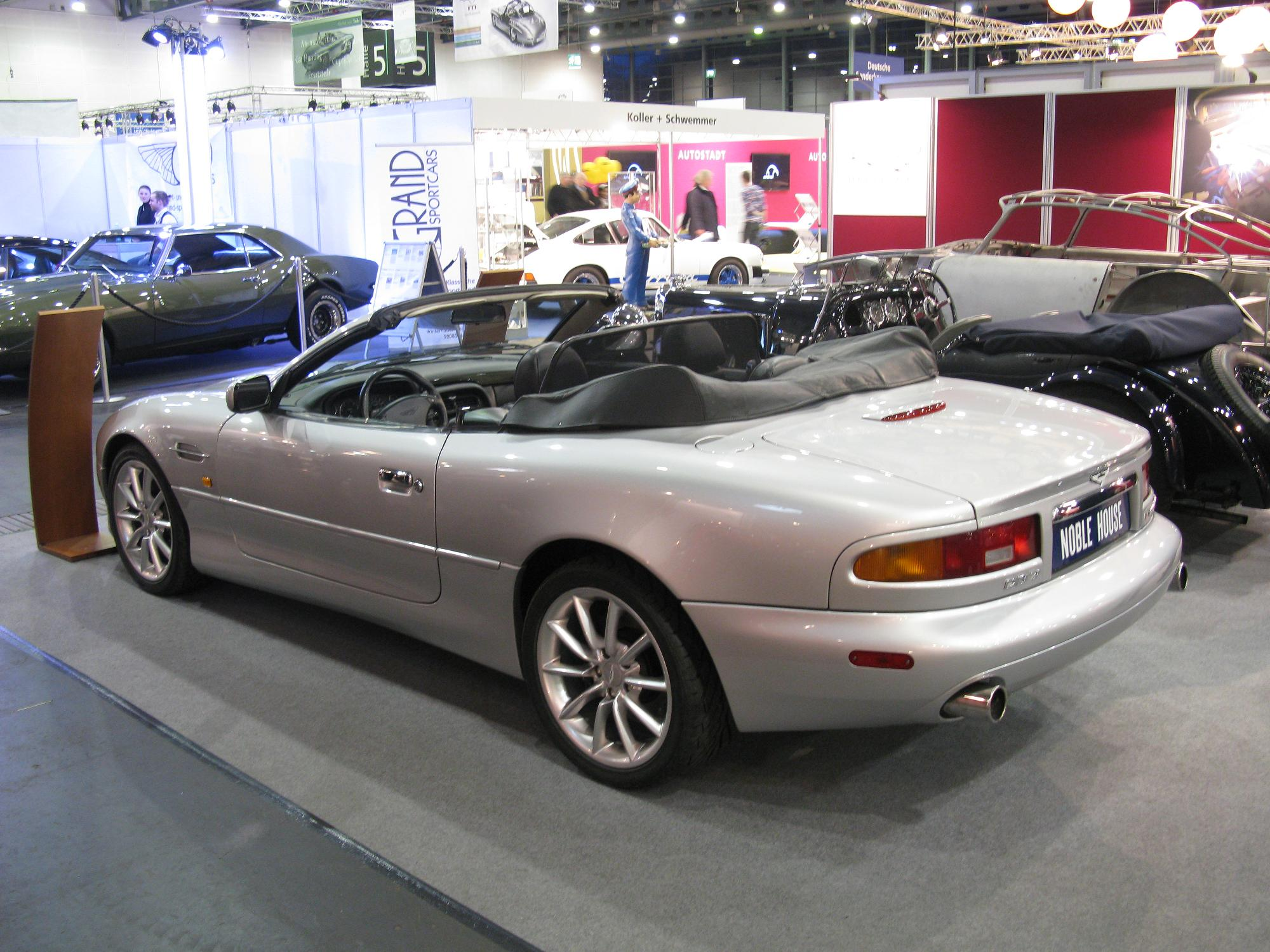
Aston Martin DB7 Volante

Został zaprojektowany, by zastąpić wysłużonego Astona Martina V8. Zbudowany na bazie Jaguara XJS, ale z wieloma zmianami. Pierwsze modele miały sześciocylindrowe silniki, ale w 1999 r. został wprowadzony model V12 Vantage, z potężniejszym 6,0 litrowym, dwunastocylindrowym silnikiem w układzie V. Występuje w dwóch wersjach nadwozia: coupé i kabriolet Volante. Powstały też specjalne limitowane edycje, np. DB7 Zagato. Został zastąpiony przez model DB9.

### Silnik
- R6 3,2 l (3239 cm³), 4 zawory na cylinder, DOHC, doładowanie mechaniczne[1]
- Układ zasilania: wtrysk Zytek[1]
- Średnica × skok tłoka: 88,00 mm × 81,00 mm[1]
- Stopień sprężania: 8,3:1
- Moc maksymalna: 335 KM przy 6000 obr./min[1]
- Maksymalny moment obrotowy: 488 N•m przy 3000 obr./min

### Osiągi
- Przyspieszenie 0-100 km/h: 5,8 s
- Prędkość maksymalna: 257 km/h[1]